# Mariah Carey (album)
Mariah Carey là album phòng thu đầu tay mang chính tên của nghệ sĩ thu âm người Mỹ Mariah Carey, phát hành ngày 12 tháng 6 năm 1990 bởi Columbia Records. Âm nhạc của nó là sự kết hợp giữa một loạt các thể loại đương đại, với sự pha trộn của những bản nhạc mang tiết tấu sôi động và ballad chậm. Ban đầu, Carey đã viết bốn bài hát với Ben Margulies, nhưng chỉ được hoàn tất dưới dạng bản thu nháp. Ngay sau khi nữ ca sĩ ký hợp đồng thu âm với Columbia, tất cả đều được hoàn thiện và thu âm lại một số phần, trước khi đưa vào danh sách cuối cùng của album. Ngoài Margulies, Carey đã làm việc với một loạt các nhà soạn nhạc và nhà sản xuất chuyên nghiệp, dưới sự chỉ đạo từ giám đốc điều hành của Columbia, Tommy Mottola. Mariah Carey có sự tham gia sản xuất và viết lời của những nhà sản xuất thu âm hàng đầu vào thời điểm đó, như Rhett Lawrence, Ric Wake và Narada Michael Walden. Cùng với Carey, họ đã đóng góp xây dựng album và tái cấu trúc lại những bản thu nháp ban đầu của cô.
Sau khi phát hành, Mariah Carey nhận được những đánh giá tích cực từ các nhà phê bình âm nhạc, trong đó họ đánh giá cao chất giọng và kỹ thuật thanh nhạc của Carey, mặc dù vẫn có nhiều ý kiến trái chiều xung quanh quá trình sáng tác. Ngoài ra, nó còn gặt hái nhiều giải thừởng và đề cử tại những lễ trao giải lớn, nổi bật nhất là năm đề cử giải Grammy tại lễ trao giải thường niên lần thứ 33, bao gồm Album của năm và chiến thắng hai giải cho Nghệ sĩ mới xuất sắc nhất và Trình diễn giọng pop nữ xuất sắc nhất với đĩa đơn đầu tiên từ album "Vision of Love". Mariah Carey cũng tiếp nhận những thành công lớn về mặt thương mại, đứng đầu bảng xếp hạng Billboard 200 trong 11 tuần liên tiếp, và được chứng nhận chín đĩa Bạch kim bởi Hiệp hội Công nghiệp ghi âm Hoa Kỳ (RIAA), công nhận chín triệu bản đã được tiêu thụ tại đây. Trên thị trường quốc tế, album đạt vị trí số một ở Canada và lọt vào top 10 ở Hà Lan, Úc, New Zealand, Na Uy, Thụy Điển và Vương quốc Anh. Tính đến nay, nó đã bán được hơn 17 triệu bản trên toàn cầu.
Năm đĩa đơn đã được phát hành từ Mariah Carey, bốn trong số đó đã vươn lên vị trí quán quân trên bảng xếp hạng Billboard Hot 100. Đĩa đơn đầu tiên "Vision of Love" đứng đầu các bảng xếp hạng ở Canada, New Zealand và Hoa Kỳ, được giới chuyên môn đánh giá cao và nhìn nhận như là một trong những đĩa đơn đầu tay thành công nhất của một nữ nghệ sĩ. Ba đĩa đơn tiếp theo "Love Takes Time", "Someday" và "I Don't Wanna Cry" cũng được đón nhận và lần lượt đạt vị trí số một ở Hoa Kỳ, giúp Carey trở thành nghệ sĩ hát đơn đầu tiên trong lịch sử (thứ hai sau The Jackson 5, nếu tính tất cả) sở hữu bốn đĩa đơn đầu tay đều đứng đầu bảng xếp hạng tại đây. Đĩa đơn cuối cùng từ album, "There's Got to Be a Way" chỉ được phát hành giới hạn ở Vương quốc Anh. Kể từ khi phát hành, Mariah Carey đã được ca ngợi như là một tác phẩm kinh điển của dòng nhạc pop và R&B, đồng thời giúp Carey ghi dấu ấn với tư cách là một trong những giọng ca hàng đầu thuộc thế hệ của cô.

## Tổng quan
Năm 1988, Carey khi đó 18 tuổi, dọn ra khỏi nhà mẹ cô ở Long Island và chuyển đến một căn hộ nhỏ ở Manhattan. Cô có trong tay một đoạn băng thu nháp gồm bốn bài hát, mà cô đã viết trong những năm trung học với Ben Margulies. Khi năm 1988 bắt đầu, Carey vẫn chưa đạt được một hợp đồng thu âm, và phải vật lộn để thu hút sự chú ý từ những giám đốc điều hành thu âm ở New York. Trong lúc trải qua một số công việc khác nhau, cô tiếp tục viết và sản xuất âm nhạc với Margulies, thực hiện nhiều thay đổi và bổ sung cho bản thu nháp. Sau nhiều tháng khó khăn, Carey gặp gỡ ca sĩ Brenda K. Starr, và bắt đầu tham gia hát nền cho cô. Sau đó, Starr bắt đầu nghe được những gì cô mô tả là "thoáng qua" từ giọng hát của Carey trong quá trình cộng tác, và nhận thấy "chất giọng trời phú" của nữ ca sĩ. Cô nhận ra rằng Carey có khả năng đạt được thành công, và chỉ cần có sự trợ giúp để bước vào thị trường âm nhạc đại chúng.
—Carey, nói về quyết định thử giọng ở vị trí hát nền cho Starr
Một đêm, Starr đưa Carey đến một buổi dạ tiệc của ngành công nghiệp thu âm, cố gắng thuyết phục một giám đốc điều hành hãng thu âm nghe bản thu nháp của cô. Jerry L. Greenberg, chủ tịch của Atlantic Records đã chú ý đến cô. Khi Carey đưa bản thu cho Greenberg, Tommy Mottola nhanh chóng chộp lấy đoạn băng, nhấn mạnh rằng ông sẽ giải quyết "dự án này". Khi Mottola bước lên chiếc limousine của mình vào buổi tối hôm đó, ông đã phát cuốn băng của Carey và nhanh chóng nhận ra tài năng mà bản thân vừa phát hiện ra. Ông nhanh chóng quay lại sự kiện, nhưng Carey đã rời đi.
—Don Ienner, chủ tịch của Columbia Records, nói về kế hoạch làm việc với Carey
Sau một tuần tìm kiếm nữ ca sĩ thông qua quản lý của Starr, Mottola đã liên lạc thành công với Carey và đưa cô đến Columbia Records. Sau buổi gặp đầu tiên với Carey và mẹ của cô, Patricia, Mottola nói, "Khi tôi nghe và nhìn thấy Mariah, không có gì khiến tôi nghi ngờ rằng cô ấy đã được định sẵn để trở thành một ngôi sao siêu hạng." Sau một vài cuộc họp ngắn, Carey ký kết hợp đồng với Columbia vào tháng 12 năm 1988.
Mottola lúc bấy giờ đang đảm nhận vị trí cao nhất tại Sony, hãng đĩa mẹ của Columbia, và bắt đầu đưa công ty trải qua nhiều sự thay đổi. Một điều ông cảm thấy rất quan trọng đối với thành công của hãng là việc đã phát hiện ra một giọng ca nữ trẻ và rất tài năng, để cạnh tranh với Whitney Houston từ Arista Records, hoặc một ngôi sao nhạc pop sánh ngang với Madonna, người đang ký hợp đồng với Sire Records vào thời điểm đó. Ông cảm thấy rằng Carey có những tố chất nổi bật của cả hai. Sự tin tưởng của Mottola đối với Carey đã khiến ông quyết định mời một loạt các nhạc sĩ và nhà soạn nhạc tài năng và nổi tiếng để phát triển những bản thu nháp của Carey, cũng như tạo ra nhiều chất liệu mới, bao gồm Ric Wake, Narada Michael Walden và Rhett Lawrence.

## Quá trình ghi âm và sáng tác
—Ben Margulies, về quá trình hợp tác của ông với Carey
Carey và Ben Margulies bắt đầu viết nhạc trước khi Carey ký kết hợp đồng, và đã sáng tác hơn mười bốn bài hát; bảy trong số đó sẽ xuất hiện trong Mariah Carey. Ban đầu, Carey và Margulies dự định sản xuất toàn bộ album, một ý tưởng đã bị hãng đĩa của cô từ chối. Trong album, Carey đã làm việc với nhiều nhà sản xuất và viết lời, bao gồm Ben Margulies, Rhett Lawrence, Narada Michael Walden, Ric Wake và Walter Afanasieff; trong đó người cuối cùng sẽ tiếp tục cộng tác lâu dài với Carey ở những dự án trong tương lai. Khi quá trình sản xuất album bắt đầu, Carey đã làm việc với Walden ở New York, nơi họ sản xuất "I Don't Wanna Cry". Mặc dù mô tả Carey là "rất nhút nhát," ông cũng lưu ý đến thái độ làm việc chuyên nghiệp của cô nếu so sánh với những người cùng tuổi. Ngoài ra, Carey đã viết "There's Got to Be a Way" trong phiên làm việc đầu tiên của cô với Wake. Trong thời gian này họ đã viết nên bốn bài hát, nhưng chỉ sản xuất hai trong số đó cho Mariah Carey. Sau khi bay đến New York và làm việc với Carey, Walden đã rất ngạc nhiên bởi giọng hát của cô, và họ còn hợp tác để chuyển thể nhiều bài hát từ những bản thu nháp trở nên thương mại hơn, vốn diễn ra tại Tarpan Studios ở San Rafael, California. Đối với phiên làm việc với Lawrence, Carey đã đến New York một lần nữa. Trong phòng thu, cô đã giới thiệu cho ông bản thu nháp của "Vision of Love" mà cô viết cùng Margulies nhiều năm trước. Lawrence nhìn thấy "tiềm năng" trong bài hát, nhưng ông không nghĩ nhiều về nó trong khoảng thời gian đầu. Ông mô tả âm thanh của bài hát có "kiểu hơi hướng của thập niên 1950". Theo Lawrence, Carey cần một âm thanh đương đại hơn, vì vậy họ đã gặp nhau trong phòng thu cùng với Margulies và nhà sản xuất Chris Toland. Họ thêm vào một số cải biên mới vào chùm hợp âm ban đầu, trong khi Carey thay đổi giai điệu và điệu tính của bài hát. Sau đó, Margulies thêm vài nốt vào bản sắp xếp, bao gồm các nốt guitar và trống trầm.
—Carey, nói về những nốt cao mà cô đã hát trong lúc thử giọng của mình ở phòng thu
Khi Carey làm việc với Walden trong "I Don't Wanna Cry", họ cũng thực hiện một số bài hát khác. Cùng nhau, họ quyết định "giảm nhịp độ" và tạo ra một "dạng ballad ướt át", mà theo ông, lấy cảm hứng trực tiếp từ thể loại phúc âm. Sau khi hoàn thành quá trình cộng tác, Lawrence ghi nhận Carey là một người cầu toàn, theo đó ông tiết lộ rằng sau khi đã hoàn thiện nó, nữ ca sĩ trở lại phòng thu vào tuần sau, để sửa lại "một câu hát" khiến cô cảm thấy không thoải mái. Là một trong bốn bản nhạc gốc mà nữ ca sĩ giới thiệu cho Mottola, "Someday" nhanh chóng trở thành bài hát yêu thích của Wake, "Tôi đã yêu thích bài hát đó ngay từ những ngày đầu...Sau đó, một ngày nọ, Mariah gọi cho tôi và nói rằng 'Tôi rất sẵn lòng để anh thực hiện một vài thứ mà anh muốn cho nó.' Thật tuyệt vời, tôi rất vui vì cô ấy đã gọi điện cho tôi." Trong quá trình ghi âm, Carey tiết lộ về hoàn cảnh ra đời của "Someday". Cô đã thực hiện bản thu nháp với Margulies trong phòng thu của ông. Khi Margulies bắt đầu chơi nhiều nốt trên bàn phím điện, Carey hướng dẫn ông thay đổi hợp âm, đồng thời phát triển phần điệp khúc, lời bài hát và giai điệu. Trong "All in Your Mind", Carey có một màn thể hiện giọng hát tuyệt vời, hát kỹ thuật staccatos lên đến nốt F7. Theo nữ ca sĩ, giọng hát của cô "bị vỡ" khi đang thực hiện những nốt ngẫu nhiên đó, và mặc dù cô nghĩ rằng nên loại bỏ nó khỏi bản thu âm của bài hát, Wake và Walden đã rất ấn tượng bởi cách hát trên, và cho rằng nó sẽ hoàn toàn phù hợp.
Mariah Carey đang trong quá trình hoàn thiện những công đoạn cuối cùng khi Carey viết "Love Takes Time" với Margulies. Margulies tiết lộ, "Đó là một thành quả tuyệt vời mà tôi có được trong những phút giây ngẫu hứng, và sau đó chúng tôi bắt đầu làm việc với nó. Bài hát nằm trong cuốn băng ghi lại quá trình làm việc của chúng tôi... và cả hai đã thu âm bản thu nháp rất nhanh. Nó đơn giản là một bản thu với giọng hát trên nền piano - Tôi chơi piano trực tiếp, và cô ấy hát nó." Carey khi đó đang tham gia một chuyến lưu diễn nhỏ ở mười tiểu bang, trình diễn theo phong cách tối giản với một nghệ sĩ dương cầm và ba ca sĩ hát nền. Khi ở trên máy bay của công ty, cô đã phát bản thu nháp của "Love Takes Time" cho chủ tịch hãng đĩa Columbia Don Ienner. Margulies nói: "Tất cả những người quan trọng đều có mặt trên chuyến bay đó. Tommy Mottola, Ienner, và Bobby Colomby." Carey được tư vấn rằng bài hát là một "bước ngoặt sự nghiệp" và phải nằm trong album đầu tiên. Nữ ca sĩ phản đối - album của cô đã ở giai đoạn cuối cùng, và Carey dự định phát hành nó cho bản thu âm tiếp theo.
Bản thu nháp được gửi đến Afanasieff. Khi Carey bay về phía Tây để hợp tác với Narada Michael Walden trong một số bài hát cho album đầu tay của cô, Tommy Mottola và Don Ienner đã rất ấn tượng với những tác phẩm của Afanasieff và giao cho ông vị trí nhân viên điều hành sản xuất của hãng. "Tôi đoán rằng liệu ông ấy có lựa chọn đúng hay không, (Tommy) đã gọi cho tôi vào một ngày nọ," Afanasieff nhớ lại. "Ông ấy nói, 'Chúng tôi đã hoàn thành album này của Mariah Carey, nhưng có một bài hát mà cô ấy viết với Ben Margulies và đó là một hiện tượng, và tôi muốn thử mọi cách để đưa nó vào album." Tôi đáp lại, 'Vậy ông muốn tôi làm gì?' và ông ấy trả lời, 'Cậu chỉ có vài ngày, nhưng liệu cậu có sẵn sàng để hoàn thiện nó?' Tôi không thể tin mình lại được trao cơ hội đó. Tôi chưa bao giờ tự mình sản xuất bất cứ thứ gì cho đến tận thời điểm đó."
Theo Afanasieff, bản thu nháp đã rất gần với những gì Mottola mong muốn. "Chúng tôi cắt bài hát và âm nhạc cũng như một vài tiểu tiết khác trong khoảng một ngày - với lý do duy nhất là bởi thời hạn này. Nó sẽ thành công hoặc chúng tôi sẽ bỏ lỡ toàn bộ mọi thứ. Chúng tôi có được cuốn băng và ghi lại mọi thứ, trước khi bay đến New York để sản xuất phần giọng hát của cô ấy. Cô ấy đã thực hiện tất cả những đoạn hát nền, và cố gắng hát suốt đêm... Chúng tôi trở lại phòng thu vào chiều hôm đó, và phải sửa một câu hát rất nhanh, tiếp đó (kỹ sư) Dana (Jon Chapelle) và tôi trở lại máy bay với cuốn băng, bước vào phòng thu ở Sausalito và phối khí nó. Vì vậy, đó là một quá trình kéo dài ba ngày: một ngày rưỡi cho âm nhạc, gần một ngày cho giọng hát và một ngày cho việc hòa âm."
Afanasieff đã tiếp nhận ý kiến từ các giám đốc điều hành của Columbia ngay khi họ nhận được bản phối. Họ muốn giọng hát của Carey lớn hơn một chút, vì vậy bản phối lại nhanh chóng được hoàn thành. Nhà sản xuất hỏi rằng liệu bài hát có thể được ra mắt với album đầu tay không, và nhận được câu trả lời: "Chúng tôi sẽ cố gắng hết sức." Trên những ấn phẩm đầu tiên của album, "Love Takes Time" không được liệt kê trong danh sách bài hát in trên mặt đĩa, mặc dù nó vẫn xuất hiện trong băng cassette hoặc CD. "(Trên) một số bản sao gốc đầu tiên của album, họ không có đủ thời gian để in tên bài hát," Margulies cười. "Và bài hát ở đó, nhưng nó không được giới thiệu rằng nó ở đó. Đó thực sự là một bài hát đủ mạnh để ngăn cản việc in ấn... Tôi không biết liệu họ có phải vứt bỏ vài trăm bản lỗi hay không."

## Quảng bá
Bên cạnh chiến dịch quảng bá và tiếp thị lớn do Sony Music thực hiện, Carey còn trình diễn trên một số chương trình truyền hình và lễ trao giải, ở Hoa Kỳ và khắp châu Âu. Lần đầu tiên Carey xuất hiện trên truyền hình là tại 1990 NBA Playoffs nơi cô hát "America the Beautiful". Ngay sau đó, cô trình diễn liên tục "Vision of Love" trên cả The Arsenio Hall Show và The Tonight Show. Trong tháng 9 năm 1990, Carey xuất hiện trên Good Morning America, nơi cô biểu diễn phiên bản a cappella của "Vision of Love", cùng với Billy T. Scott Ensemble. "Vision of Love" còn được thể hiện trên nhiều chương trình truyền hình khác của Mỹ như lễ trao giải Grammy năm 1991 và The Oprah Winfrey Show, cũng như các chương trình châu Âu như The Veronica Countdown (Hà Lan) và Wogan (Vương quốc Anh). Carey đã biểu diễn "Vision of Love" trong hầu hết các chuyến lưu diễn của cô, cho đến Angels Advocate Tour vào năm 2010, nơi bài hát đã không xuất hiện trong danh sách trình diễn.
Quá trình quảng bá cho Mariah Carey tiếp tục với các đĩa đơn tiếp theo của Carey. "Love Takes Time" được trình diễn trên The Arsenio Hall Show cũng như buổi biểu diễn truyền hình của Carey tại The Tattoo Club. Đĩa đơn thứ ba của album, "Someday", được trình diễn tại giải thưởng Âm nhạc Mỹ năm 1991, giúp nó đạt vị trí quán quân ở Hoa Kỳ. Đĩa đơn thứ tư "I Don't Wanna Cry" tiếp tục dẫn đầu bảng xếp hạng Billboard Hot 100 mà không có bất kỳ hình thức quảng bá nào, bởi nữ ca sĩ đã không biểu diễn nó cho đến Music Box Tour vào năm 1993. Khi kế hoạch quảng bá cho Mariah Carey kết thúc, Sony phát hành đĩa đơn thứ năm "There Got to Be a Way", ở Vương quốc Anh. Hầu hết các đĩa đơn từ album đều được trình diễn trực tiếp trong suốt chuyến lưu diễn ngắn Music Box Tour của Carey, và cả "Vision of Love" lẫn "I Don't Wanna Cry" cũng được biểu diễn trong chuyến lưu diễn Daydream World Tour ở châu Á và châu Âu của nữ ca sĩ.

### Đĩa đơn
"Vision of Love" là đĩa đơn đầu tiên được phát hành từ Mariah Carey và trở thành một trong những bài hát nổi tiếng và được giới phê bình khen ngợi nhiều nhất trong sự nghiệp của Carey. Ngoài ra, nó còn được ghi nhận trong việc phổ biến kỹ thuật hát melisma trong thập niên 1990 và truyền cảm hứng cho nhiều thế hệ nghệ sĩ trong tương lai. "Vision of Love" gặt hái đề cử cho ba giải Grammy vào năm 1991: Trình diễn giọng pop nữ xuất sắc nhất (mà nó giành chiến thắng), Thu âm của năm và Bài hát của năm. Bài hát cũng nhận được giải Soul Train Music cho Đĩa đơn R&B/Soul xuất sắc nhất, Nữ và giải Nhạc sĩ tại giải thưởng BMI Pop. Tại Hoa Kỳ, nó đạt vị trí số một trên Billboard Hot 100 trong tuần ngày 2 tháng 8 năm 1990, và trụ vững trong bốn tuần liên tiếp. "Vision of Love" cũng đứng đầu bảng xếp hạng đĩa đơn ở Canada và New Zealand, đồng thời xuất hiện trong top 10 ở Úc, Ireland, Hà Lan và Vương quốc Anh. Ngoài thành công về mặt thương mại, bài hát còn được các nhà phê bình âm nhạc ca ngợi. Trong một đánh giá hồi tưởng về album vào năm 2005, Entertainment Weekly đã gọi bài hát là "nguồn cảm hứng" và khen ngợi việc Carey sử dụng quãng sáo trong bài hát. Ngoài ra, Rolling Stone nói rằng "chuỗi nốt nhạc thay đổi liên tục từ những bài hát như 'Vision of Love', đã truyền cảm hứng cho toàn bộ trường phái thanh nhạc của American Idol, dù tốt hơn hay tệ hơn, và hầu như mọi nữ ca sĩ R&B khác kể từ những năm 90." Bill Lamb từ About.com nói rằng "'Vision of Love' là một trong những bài hát hay nhất sự nghiệp của Mariah [...] Nó đơn giản là một trong những bản phát hành đầu tay ấn tượng nhất từng tồn tại của một nghệ sĩ thu âm nhạc pop."
"Love Takes Time" là đĩa đơn thứ hai của album và trở thành đĩa đơn tiếp theo của Carey đứng đầu bảng xếp hạng ở Hoa Kỳ. Trong khi đạt được những thành công mạnh mẽ ở thị trường trong nước, "Love Takes Time" chỉ lọt vào top 10 ở Canada và New Zealand, cũng như top 20 ở Đức, Hà Lan và Vương quốc Anh. Đĩa đơn tiếp theo, "Someday" cũng gặt hái kết quả tương tự như "Love Takes Time", đứng đầu các bảng xếp hạng ở Mỹ và Canada. Tại Úc, nó đạt vị trí ngoài top 40, và vươn đến hạng 38 ở Pháp và Anh. "I Don't Wanna Cry", đĩa đơn thứ tư của album, cũng đứng đầu bảng xếp hạng ở Hoa Kỳ. Bên cạnh việc đạt vị trí thứ hai ở Canada, nó còn đứng ở vị trí thứ 49 ở Úc. Đĩa đơn thứ năm, "There Got to Be a Way", được phát hành ở Vương quốc Anh, và đạt vị trí thứ 54.

## Đánh giá chuyên môn
| Đánh giá chuyên môn           | Đánh giá chuyên môn |
| Nguồn đánh giá                | Nguồn đánh giá      |
| Nguồn                         | Đánh giá            |
| ----------------------------- | ------------------- |
| AllMusic                      | [ 30 ]              |
| Chicago Tribune               | [ 31 ]              |
| Encyclopedia of Popular Music | [ 32 ]              |
| Entertainment Weekly          | B−                  |
| Q                             | [ 34 ]              |
| The Rolling Stone Album Guide | [ 35 ]              |
| The Village Voice             | C                   |

Sau khi phát hành, Entertainment Weekly viết rằng trong khi Carey sở hữu một "giọng hát đáng kinh ngạc và tiêu tưởng cao", album lại trở nên tệ hại bởi khâu sáng tác kém. Robert Christgau có quan điểm gay gắt hơn trên The Village Voice, khi đề cập đến nguồn gốc opera của mẹ Carey một cách không mấy hào hứng cũng như chỉ ra nhiều dẫn chứng thiếu rõ ràng về chủ đề tình yêu của nó. Jan DeKnock từ Chicago Tribune cảm thấy ấn tượng hơn với album, nhận thấy nó có nhiều "bản nhạc lấp lánh" thể hiện khả năng sáng tác và sản xuất của Carey, đặc biệt là "Vanishing". Mariah Carey nhận được đề cử tại giải Grammy lần thứ 33 cho Album của năm, trong khi "Vision of Love" được đề cử ở ba hạng mục và chiến thắng giải Trình diễn giọng pop nữ xuất sắc nhất, đồng thời Carey cũng được trao giải Nghệ sĩ mới xuất sắc nhất. Ngoài ra, album còn được vinh danh là Album số 1 tại giải thưởng Âm nhạc Billboard năm 1991 và Album R&B/Soul xuất sắc nhất, Nữ tại giải thưởng Soul Train Music vào cùng năm.
Trong The Rolling Stone Album Guide (2004), Arion Berger viết rằng "Carey đã ra mắt với một album gồm những bản dance pop và R&B ballad thăng hoa, với tất cả các sáng tác đều được đồng tác giả bởi Carey và mỗi người đều tạo cơ hội để cô ấy phát huy hết giọng hát của mình." Ashley S. Battel từ AllMusic nhận thấy đĩa hát này "cực kỳ ấn tượng" và mô tả các bài hát là "những bản ballad êm ái và những giai điệu dance/R&B bay bổng" trong một album "làm bàn đạp cho những thành công trong tương lai". "Carey thiết lập một tiêu chuẩn mạnh mẽ để so sánh với các nghệ sĩ đột phá khác thuộc thể loại này", Battel kết luận. Năm 2017, Complex xếp nó ở vị trí thứ 50 trong danh sách 50 Album R&B xuất sắc nhất thập niên 1990.

## Diễn biến thương mại
Mariah Carey ra mắt bảng xếp hạng Billboard 200 ở vị trí thứ 80, và vươn đến top 20 trong tuần thứ tư. Nó đứng đầu bảng xếp hạng trong tuần thứ 36, nhờ sự xuất hiện của Carey tại lễ trao giải Grammy thường niên lần thứ 33, và trụ vững trong 11 tuần liên tiếp; cho đến nay, đây vẫn là bản thu âm giữ vị trí số một lâu nhất trong sự nghiệp của nữ ca sĩ. Nó tồn tại ở top 20 trong 65 tuần và trên Billboard 200 trong 113 tuần. Mariah Carey được chứng nhận chín đĩa Bạch kim bởi RIAA vào ngày 15 tháng 12 năm 1999. Album đã bán được 4.885.000 bản tại Hoa Kỳ, theo Nielsen SoundScan, vốn bắt đầu tính doanh số sau ngày 1 tháng 1 năm 1991. Nó trở thành album bán chạy nhất năm 1991 tại Hoa Kỳ.
Tại Canada, album đạt vị trí số một trên bảng xếp hạng Canadian RPM Albums trong tuần ngày 20 tháng 4 năm 1991. Mariah Carey đã bảy lần được chứng nhận Bạch kim bởi Hiệp hội Công nghiệp ghi âm Canada (CRIA), công nhận doanh số tiêu thụ 700.000 bản. Album đạt vị trí thứ sáu tại Úc, nơi nó đạt hai đĩa Bạch kim và đứng thứ sáu trong danh sách 50 album bán chạy nhất năm 1991 tại đây. Trong tuần ngày 15 tháng 9 năm 1990, Mariah Carey lọt vào bảng xếp hạng album của Vương quốc Anh với vị trí thứ sáu. Sau 40 tuần biến động trên bảng xếp hạng, album được chứng nhận Bạch kim bởi Ngành ghi âm Anh quốc (BPI), với lượng đĩa xuất xưởng đạt 300.000 bản. Tính đến nay, doanh số bán album trên toàn thế giới đã đạt hơn 15 triệu bản.

## Di sản

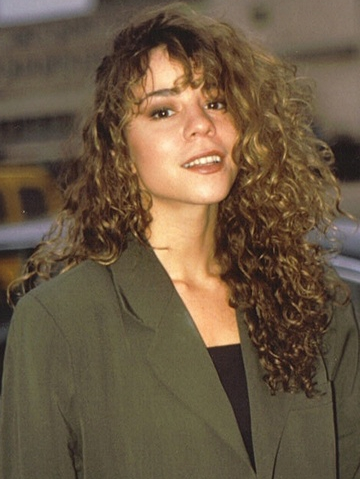
Carey (ảnh chụp năm 1990) đã trở thành ngôi sao nổi tiếng nhờ tác động của album mang chính tên cô.

Kể từ khi phát hành, Mariah Carey đã được ca ngợi như là một tác phẩm kinh điển của nhạc pop và R&B, với Trevor Anderson của Billboard mô tả nó như là bước khởi đầu "cho một trong những câu chuyện thành công nhất lịch sử nhạc pop". Nhận xét về thành công của album trong bối cảnh "đặc biệt bão hòa của nhạc pop nữ năm 1990", Anderson nói thêm rằng bản thu âm giúp Carey ghi dấu ấn với tư cách là một trong những giọng ca hàng đầu trong thế hệ của cô.
Tầm ảnh hưởng rộng rãi từ phong cách hát của Carey trong album, đặc biệt là "Vision of Love", cũng được giới chuyên môn ghi nhận. Viết cho Complex, Elena Bergeron mô tả đĩa hát là "album thiết lập hàng triệu bước nhảy vọt", nói rằng nó "đưa toàn bộ thế hệ nữ ca sĩ tương lai một thứ gì đó để hát vào chiếc lược chải tóc của họ". Ca sĩ R&B Beyoncé nói rằng cô bắt đầu tập luyến giọng sau khi nghe "Vision of Love" lần đầu tiên, nói rằng nó đã truyền cảm hứng để cô bước vào ngành công nghiệp âm nhạc. Christina Aguilera cũng nói rằng album của Carey có ảnh hưởng lớn nhất đến phong cách thanh nhạc và cách chuyển giọng của cô. Theo Pier Dominguez, tác giả của Christina Aguilera: A Star is Made, hình ảnh người phụ nữ trưởng thành được gầy dựng một cách hoàn hảo của Carey đã đánh đúng tâm lý của Aguilera, người mà ảnh hưởng cũng bắt nguồn từ thực tế rằng cả hai đều có xuất thân đa chủng tộc.
Hai chiến thắng của Carey tại giải Grammy lần thứ 33 cũng được các nhà phê bình quan tâm, đặc biệt sau những tranh cãi xung quanh việc hát nhép của Milli Vanilli một năm trước đó. Phát biểu trước báo giới sau khi giành giải Nghệ sĩ mới xuất sắc nhất, Carey nói: "Với tất cả những tranh cãi xung quanh giải thưởng này, tôi hy vọng sẽ đưa nó trở lại là hạng mục của những ca sĩ kiêm nhạc sĩ thực thụ, nơi mà những người theo sau tôi đều có thể tự hào khi nhận được vinh dự này như tôi." Màn trình diễn "Vision of Love" của nữ ca ca sĩ tại buổi lễ đã liên tục được xếp hạng là một trong những màn trình diễn trao giải hay nhất mọi thời đại. Andrew Unterberger của Billboard đã mô tả nó đã thể hiện Carey "ở trạng thái hoàn toàn quái kiệt, và phác họa cách luyến láy giọng hát vô tiền khoáng hậu bằng tay và thỉnh thoảng vang khắp khán phòng; không phô trương quá mức nhưng cũng không sợ thể hiện". Unterberger nhận xét thêm về việc Carey tiếp cận rộng rãi hơn với công chúng sau màn ra mắt tại lễ trao giải, bình luận về cách "Đĩa hát đầu tay mang tên của Mariah đứng đầu Billboard 200 và ở lại trong 11 tuần" sau sự xuất hiện của cô.
Sự thẳng thắn của nữ ca sĩ về nguồn gốc đa chủng tộc của mình tại thời điểm ra mắt bản thu âm đầu tay cũng đã được các nhà phê bình âm nhạc lẫn xã hội học bình luận. Theo ghi nhận của Giáo sư Michael Eric Dyson trong cuốn sách của ông, Between God and Gangsta Rap: Bearing Witness to Black Culture, việc Carey "từ chối cúi đầu trước áp lực dư luận" xung quanh bản chất sắc tộc của cô đã phơi bày "sự hỗn độn, đôi khi độc đoán đến từ những quan điểm mang tính định kiến và phân biệt" và "mâu thuẫn chủng tộc trong nền nhạc pop đương đại" vào thời điểm đó. Sika Dagbovie-Mullins của Đại học Florida Atlantic đã ghi nhận Carey trong việc phá bỏ những rào cản chủng tộc tồn tại giữa nhạc pop và R&B, ca ngợi cô là "nữ anh hùng đa chủng tộc" trong nhiều thế hệ ca sĩ và nhạc sĩ đa chủng tộc.

## Danh sách bài hát
Tất cả các ca khúc được viết bởi Mariah Carey và Ben Margulies, ngoại trừ một số ghi chú.
| STT | Nhan đề                   | Sáng tác              | Sản xuất                                 | Thời lượng |
| --- | ------------------------- | --------------------- | ---------------------------------------- | ---------- |
| 1.  | "Vision of Love"          |                       | Rhett Lawrence Narada Michael Walden [a] | 3:29       |
| 2.  | "There's Got to Be a Way" | Mariah Carey Ric Wake | Walden Wake                              | 4:53       |
| 3.  | "I Don't Wanna Cry"       | Carey Walden          | Walden                                   | 4:48       |
| 4.  | "Someday"                 |                       | Wake                                     | 4:05       |
| 5.  | "Vanishing"               |                       | Carey                                    | 4:12       |
| 6.  | "All in Your Mind"        |                       | Ben Margulies Wake                       | 4:44       |
| 7.  | "Alone in Love"           |                       | Lawrence                                 | 4:12       |
| 8.  | "You Need Me"             | Carey Lawrence        | Lawrence                                 | 3:51       |
| 9.  | "Sent from Up Above"      | Carey Lawrence        | Lawrence                                 | 4:05       |
| 10. | "Prisoner"                |                       | Wake                                     | 4:24       |
| 11. | "Love Takes Time"         |                       | Walter Afanasieff                        | 3:49       |

Chú thích
- ^[a]  nghĩa là hỗ trợ sản xuất

## Thành phần thực hiện
Thành phần thực hiện được trích từ ghi chú của Mariah Carey, Columbia Records.
- Mariah Carey – Hát chính, giọng nền, cải biên, cải biên giọng hát
- Ben Margulies – trống, đàn phím, lập trình, cải biên
- Narada Michael Walden – trống, cải biên, hỗ trợ sản xuất, cải biên giai điệu
- Ren Klyce – Trống Linn, lập trình Fairlight
- Joe Franco – trống, bộ gõ, lập trình trống
- Ric Wake – lập trình trống, hỗ trợ cải biên
- Omar Hakim – trống
- Jimmy Rip – guitar
- Chris Camozzi – guitar mộc, guitar điện
- David Williams – guitar
- Michael Landau – guitar
- Vernon Reid – guitar
- Nile Rodgers – guitar
- Rhett Lawrence – đàn phím, thu âm, phối khí, cải biên
- Louis Biancaniello – đàn phím, bass, lập trình, lập trình giai điệu
- Richard Tee – piano
- Marcus Miller – Fretless bass
- Walter Afanasieff – kèn synth, đàn phím, synthesizer, synth bass, cải biên
- Billy T. Scott – giọng nền
- The Billy T. Scott Emsemble – giọng nền
- Fonzie Thornton – giọng nền
- Chris Toland – cải biên, hỗ trợ kỹ sư âm thanh
- Rich Tancredi – hỗ trợ cải biên
- Patrick Dillett – kỹ sư âm thanh, thu âm, phối khí
- Bob Cadway – kỹ sư âm thanh, thu âm, phối khí
- Dana Jon Chappelle – kỹ sư âm thanh, phối khí, hỗ trợ kỹ sư âm thanh
- Manny LaCarrubba – hỗ trợ kỹ sư âm thanh
- Larry Alexander – phối khí
- Bob Ludwig – chỉnh âm (tại Masterdisk)
- Howie Weinburg – chỉnh âm (tại Masterdisk)
- Tommy Mottola – điều hành sản xuất

## Xếp hạng
| Bảng xếp hạng (1990-94)                  | Vị trí cao nhất |
| ---------------------------------------- | --------------- |
| Album Úc (ARIA)                          | 6               |
| Album Canada (RPM)                       | 1               |
| Album Hà Lan (Album Top 100)             | 6               |
| Album Châu Âu (European Top 100 Albums)  | 12              |
| Album Phần Lan (Suomen virallinen lista) | 25              |
| Album Đức (Offizielle Top 100)           | 24              |
| Album Hungaria (MAHASZ)                  | 35              |
| Album Nhật Bản (Oricon)                  | 13              |
| Album New Zealand (RMNZ)                 | 4               |
| Album Na Uy (VG-lista)                   | 4               |
| Album Scotland (OCC)                     | 91              |
| Album Tây Ban Nha (PROMUSICAE)           | 35              |
| Album Thụy Điển (Sverigetopplistan)      | 8               |
| Album Thụy Sĩ (Schweizer Hitparade)      | 15              |
| Album Anh Quốc (OCC)                     | 6               |
| Album Anh Quốc R&B (OCC)                 | 27              |
| Album Hoa Kỳ Billboard 200               | 1               |
| Album Hoa Kỳ Top R&B/Hip-Hop (Billboard) | 3               |

| Bảng xếp hạng (1990)                      | Vị trí |
| ----------------------------------------- | ------ |
| Album Úc (ARIA)                           | 53     |
| Album Canada (RPM)                        | 13     |
| Album Hà Lan (MegaCharts)                 | 40     |
| Album Nhật Bản (Oricon)                   | 87     |
| Album New Zealand (Recorded Music NZ)     | 28     |
| Album Na Uy Mùa hè (VG-lista)             | 5      |
| Hoa Kỳ Billboard 200                      | 32     |
| Hoa Kỳ Top R&B/Hip-Hop Albums (Billboard) | 30     |
| Bảng xếp hạng (1991)                      | Vị trí |
| Album Úc (ARIA)                           | 6      |
| Album Canada (RPM)                        | 4      |
| Album Hà Lan (MegaCharts)                 | 88     |
| Album New Zealand (Recorded Music NZ)     | 12     |
| Hoa Kỳ Billboard 200                      | 1      |
| Hoa Kỳ Top R&B/Hip-Hop Albums (Billboard) | 6      |

| Bảng xếp hạng (1990-99) | Vị trí |
| ----------------------- | ------ |
| Hoa Kỳ Billboard 200    | 27     |

| Bảng xếp hạng             | Vị trí |
| ------------------------- | ------ |
| Hoa Kỳ Billboard 200      | 50     |
| Hoa Kỳ Billboard 200 (Nữ) | 18     |

## Chứng nhận
| Quốc gia                                                                                              | Chứng nhận  | Số đơn vị/doanh số chứng nhận |
| --- | ----------- | ----------------------------- |
| Úc (ARIA)                                                                                             | 5× Bạch kim | 350.000‡                      |
| Canada (Music Canada)                                                                                 | 7× Bạch kim | 700.000^                      |
| Nhật Bản (RIAJ)                                                                                       | 3× Bạch kim | 600.000^                      |
| Hà Lan (NVPI)                                                                                         | Bạch kim    | 100.000^                      |
| New Zealand (RMNZ)                                                                                    | Bạch kim    | 15.000^                       |
| Tây Ban Nha (PROMUSICAE)                                                                              | Vàng        | 50.000^                       |
| Thụy Điển (GLF)                                                                                       | Bạch kim    | 100.000^                      |
| Thụy Sĩ (IFPI)                                                                                        | Vàng        | 25.000^                       |
| Anh Quốc (BPI)                                                                                        | Bạch kim    | 300.000^                      |
| Hoa Kỳ (RIAA)                                                                                         | 9× Bạch kim | 9.000.000^                    |
| Tổng hợp                                                                                              |             |                               |
| Worldwide                                                                                             | —           | 15,000,000                    |
| ^ Chứng nhận dựa theo doanh số nhập hàng. ‡ Chứng nhận dựa theo doanh số tiêu thụ và phát trực tuyến. |             |                               |